# Missak Torlakian
 (septembre 2022).
La mise en forme du texte ne suit pas les recommandations de Wikipédia : il faut le « wikifier ».
Les points d'amélioration suivants sont les cas les plus fréquents. Le détail des points à revoir est peut-être précisé sur la page de discussion.
- Les titres sont pré-formatés par le logiciel. Ils ne sont ni en capitales, ni en gras.
- Le texte ne doit pas être écrit en capitales (les noms de famille non plus), ni en gras, ni en italique, ni en « petit »…
- Le gras n'est utilisé que pour surligner le titre de l'article dans l'introduction, une seule fois.
- L'italique est rarement utilisé : mots en langue étrangère, titres d'œuvres, noms de bateaux, etc.
- Les citations ne sont pas en italique mais en corps de texte normal. Elles sont entourées par des guillemets français : « et ».
- Les listes à puces sont à éviter, des paragraphes rédigés étant largement préférés. Les tableaux sont à réserver à la présentation de données structurées (résultats, etc.).
- Les appels de note de bas de page (petits chiffres en exposant, introduits par l'outil «  Source ») sont à placer entre la fin de phrase et le point final[comme ça].
- Les liens internes (vers d'autres articles de Wikipédia) sont à choisir avec parcimonie. Créez des liens vers des articles approfondissant le sujet. Les termes génériques sans rapport avec le sujet sont à éviter, ainsi que les répétitions de liens vers un même terme.
- Les liens externes sont à placer uniquement dans une section « Liens externes », à la fin de l'article. Ces liens sont à choisir avec parcimonie suivant les règles définies. Si un lien sert de source à l'article, son insertion dans le texte est à faire par les notes de bas de page.
- La présentation des références doit suivre les conventions bibliographiques. Il est recommandé d'utiliser les modèles {{Ouvrage}}, {{Chapitre}}, {{Article}}, {{Lien web}} et/ou {{Bibliographie}}. Le mode d'édition visuel peut mettre en forme automatiquement les références.
- Insérer une infobox (cadre d'informations à droite) n'est pas obligatoire pour parachever la mise en page.

Pour une aide détaillée, merci de consulter Aide:Wikification.
Si vous pensez que ces points ont été résolus, vous pouvez retirer ce bandeau et améliorer la mise en forme d'un autre article.
Missak Torlakian (1889 - 12 novembre 1968) est l'assassin de Behbud Khan Djavanshir, ancien ministre de l'Intérieur de l'Azerbaïdjan. Torlakian est reconnu « coupable mais non responsable » en raison de son état mental par un tribunal militaire britannique en octobre 1921.

## Biographie
Torlakian est né en 1889 à Trébizonde, dans l'Empire ottoman. Rejoignant la Fédération révolutionnaire arménienne (FRA) à l'âge de 18 ans, Torlakian réussit à fournir une quantité substantielle d'armes d'un dépôt de l'armée turque à Trébizonde aux unités d'autodéfense arméniennes. Chargé d'obtenir des renseignements militaires pendant la Première Guerre mondiale, Torlakian, alors membre d'une unité d'éclaireurs de l'armée russe, fournit des informations précieuses sur les dispositions de l'armée turque. Après le retrait russe du front turc en 1918, qui permet aux Turcs d'avancer sans entrave vers Erevan, Torlakian rejoint les forces armées arméniennes et participe avec distinction à la bataille d'Abaran, sous la direction du général Dro. La bataille empêche l'armée turque d'avancer davantage. La victoire durement disputée, ainsi que d'autres à Armavir et Sisian, conduit à la création de la République démocratique d'Arménie (1918-1920). En 1921, Torlakian est envoyé par la FRA à Constantinople (aujourd'hui Istanbul) pour exécuter Behbud Khan Djavanshir, ancien ministre de l'Intérieur de l'Azerbaïdjan, qui est assassiné devant l'hôtel Pera Palace à Istanbul le 18 juillet 1921. Ce meurtre fait partie du programme « Opération Némésis » mené par la Fédération révolutionnaire arménienne après le génocide arménien.
Torlakian est jugé par un tribunal militaire britannique le 11 août 1921. Le procès de Misak Torlakian est le pendant du procès de Soghomon Tehlirian. Les deux procès concernent le meurtre d'un fonctionnaire du gouvernement et les deux auteurs sont déclarés non coupables. L'histoire, la théologie, la philosophie, la physiologie, la psychologie et la politique sont invoquées de part et d'autre pour influencer le juge militaire dans l'affaire Torlakian et le jury dans l'affaire Tehlirian. Ainsi, en plus d'être des affaires judiciaires marquantes, ces deux procès révèlent les mentalités et les stratégies politiques dominantes des Allemands, des Turcs, des Arméniens et des Azerbaïdjanais au lendemain de la Première Guerre mondiale.
En octobre 1921, le tribunal britannique rend un verdict de culpabilité mais juge qu'il n'est pas responsable de ses actes en raison de son épilepsie. Torlakian est expulsé vers la Grèce, où il est libéré et part pour les États-Unis.
Il finit par s'installer en Californie, où il meurt à Montebello, en 1968. Il est enterré au cimetière Evergreen à East Los Angeles.

## Voir également
- Génocide arménien
- Opération Némésis